# Język boano (celebeski)
Język boano, także: boan-diks, bolano – język austronezyjski używany w prowincji Celebes Środkowy w Indonezji. Według danych szacunkowych z 2001 roku posługuje się nim 2700 osób.
Jego użytkownicy zamieszkują pojedynczą wieś Bolano (kabupaten Parigi Moutong).
Potencjalnie zagrożony wymarciem, do czego przyczynia się wpływ edukacji w języku indonezyjskim. Niemniej w latach 90. XX w. zaobserwowano, że pozostaje w powszechnym użyciu i jest przekazywany międzypokoleniowo.
Język boano (centralnomolukański) jest odrębnym językiem.
W latach 80. XX w. sporządzono skrótowy opis jego gramatyki.